# とも座19番星
とも座19番星（19 Puppis、19 Pup）は、とも座の方角にある黄色巨星である。視等級は4.72で、地球からの距離は年周視差に基づいて計算すると約177光年である。
とも座19番星が変光星であるか否かの検証も行われたが、測光学的には変光は検出できなかったとされる。

## 星系
とも座19番星は、6重星である。4.7等の巨星がA星で、他に2.2秒離れた11.2等級のB星、30.7秒離れた13.2等級のC星、57.8秒離れた8.9等級のD星、70.1秒離れた9.37等級のE星（HD 68260）、114.1秒離れた10.74等級のF星が、ワシントン重星カタログに収録されている。最初に発見されたのはE星で、ジョン・ハーシェルとジェームズ・サウスのカタログが初出。続いて、B星、C星、D星がシャーバーン・バーナムによって発見された。この中で、B星以外は見かけ上だけの関係と考えられる。
とも座19番星は、散開星団NGC 2539の一部のように見えているが、距離が全く異なるので、物理的には無関係で、星団の前景の恒星となる。重星の内D星、F星は、この星団の一員とみられる。